# Мир, Изабелль
Изабе́лль Катри́н Мир (фр. Isabelle Catherine Mir; род. 2 марта 1949, Сен-Лари-Сулан) — французская горнолыжница, выступавшая в слаломе, гигантском слаломе и скоростном спуске. Представляла сборную Франции по горнолыжному спорту в 1967—1973 годах, серебряная призёрка зимних Олимпийских игр в Гренобле, победительница девяти этапов Кубка мира, обладательница двух малых Хрустальных глобусов, десятикратная чемпионка французского национального первенства.

## Биография
Изабелль Мир родилась 2 марта 1949 года в коммуне Сен-Лари-Сулан департамента Верхние Пиренеи, Франция.
В 1967 году вошла в основной состав французской национальной сборной и дебютировала в Кубке мира. Уже в дебютном сезоне трижды поднималась на пьедестал почёта, в том числе одержала победу в скоростном спуске на этапе в американской Франконии.
Благодаря череде удачных выступлений удостоилась права защищать честь страны на домашних зимних Олимпийских играх 1968 года в Гренобле — показала пятый результат в слаломе и шестой результат в гигантском слаломе, тогда как в программе скоростного спуска завоевала серебряную олимпийскую медаль, пропустив вперёд только австрийку Ольгу Палль. Кроме того, заняла четвёртое место в рамках разыгрывавшегося здесь мирового первенства.
После гренобльской Олимпиады Мир осталась в главной горнолыжной команде Франции и продолжила принимать участие в крупнейших международных соревнованиях. Так, в 1970 году она побывала на чемпионате мира в Валь-Гардене, откуда привезла награду серебряного достоинства, выигранную в скоростном спуске — уступила австрийской горнолыжнице Аннерёсли Црид.
Находясь в числе лидеров французской национальной сборной, благополучно прошла отбор на Олимпийские игры 1972 года в Саппоро — на сей раз попасть в число призёров не смогла, стала четвёртой в скоростном спуске, заняла 21 место в гигантском слаломе.
Впоследствии оставалась действующей спортсменкой вплоть до 1973 года. В течение своей долгой спортивной карьеры в общей сложности 24 раза поднималась на подиум этапов Кубка мира, в том числе девять этапов выиграла. Дважды получала малый Хрустальный глобус в скоростном спуске (1968, 1970), наилучшая позиция в общем зачёте всех дисциплин — второе место в 1968 году. Является, помимо всего прочего, десятикратной чемпионкой Франции в различных горнолыжных дисциплинах.
Завершив спортивную карьеру, вместе с коллегой по сборной Анни Фамоз занималась развитием сети спортивных магазинов и ресторанов в горах, в частности в горнолыжном курорте Аворья. Разработала тренировочную программу для подготовки начинающих горнолыжников.